# Prodisenochus terebratus
Prodisenochus terebratus är en skalbaggsart som först beskrevs av Blackburn 1881.  Prodisenochus terebratus ingår i släktet Prodisenochus och familjen jordlöpare. Inga underarter finns listade i Catalogue of Life.